# London Grammar
London Grammar är ett engelskt indiepopband från Nottingham, som bildades 2009. Bandet består av medlemmarna Hannah Reid, Dan Rothman och Dominic 'Dot' Major. Deras debut-EP Metal & Dust släpptes i februari 2013 av Metal & Dust Recordings, medan debutalbumet If You Wait släpptes i september samma år. Debutalbumet nådde andra plats på den brittiska topplistan och sålde dubbel platina. Bandets andra studioalbum, Truth Is a Beautiful Thing släpptes i juni 2017.